# Maro (Tchad)
Pour les articles homonymes, voir Maro.
Maro est une petite ville du Tchad.
Elle est le chef-lieu du département de la Grande Sido dans la région du Moyen-Chari. En tant que chef lieu, il regroupe plusieurs villages et dispose d'une chefferie traditionnelle. les Autochtones sont les "NGAM" OU "NGAMA" mais aujourd'hui, on y retrouve plusieurs ethnies tels que les "SARA" "MADJINGAYE", les "GOR", les "KANEMBOU" et autres.

## Géographie
Maro est situé au sud du Tchad à une centaine de kilomètres de SARH. Elle est aussi à 25 kilomètres de la frontière de la RCA.

## Économie
Son économie est basée sur l'agriculture et l’élevage. Les cultures les plus pratiquées sont le maïs, le manioc, l’arachide, le fonio, le Niébé (Localement appelé haricot) et bien d'autres. Il fait partie des zones de production de coton. Concernant l'élevage, plusieurs espèces sont élevées dans la localité, à savoir les bovins, les caprins et les ovins.